# Przedramię

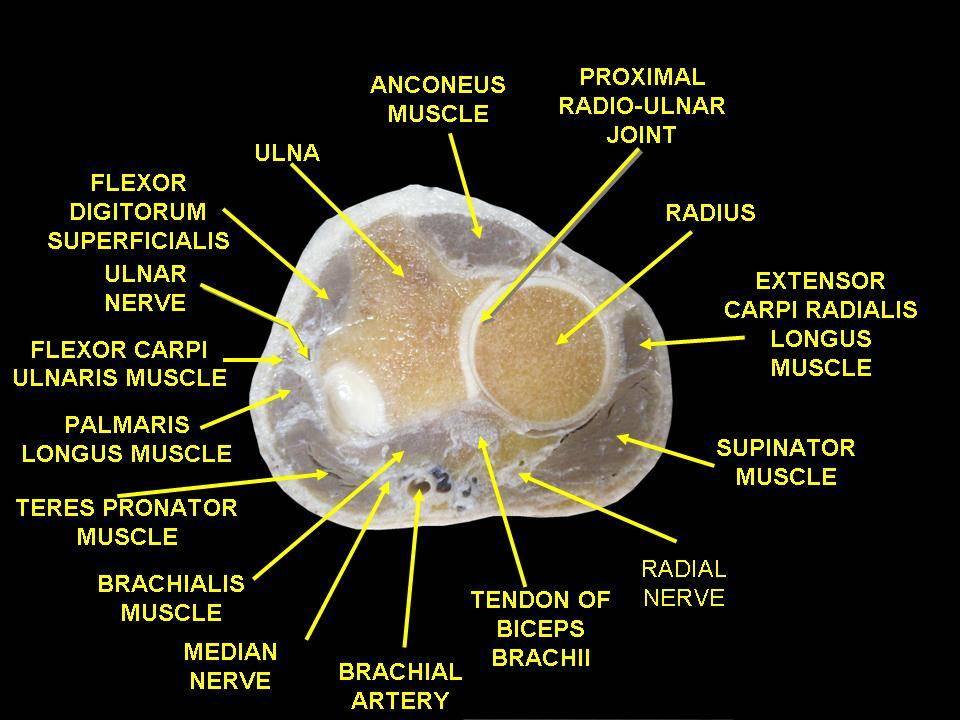
Przekrój przez przedramię zaraz poniżej stawu łokciowego

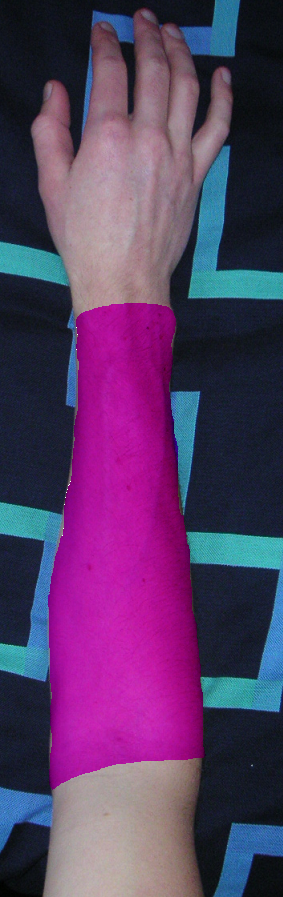
przedramię (zaznaczone)

Przedramię (łac. antebrachium) – w anatomii człowieka część kończyny górnej, znajdująca się między ręką i ramieniem (dokładnie między nadgarstkiem i stawem łokciowym). 
Część kostną przedramienia stanowią:
- kość promieniowa – jest kością długą, jej koniec bliższy stanowi głowa kości promieniowej,
- kość łokciowa – również jest kością długą, w jej części proksymalnej znajdują się dwa wyrostki (łokciowy i dziobiasty), będące panewką dla stawu ramienno-łokciowego, zaś jej głowa usytuowana jest w części dystalnej.

Kości te połączone są ze sobą błoną międzykostną przedramienia.
W górnej części przedramienia znajduje się dół łokciowy, przez który przechodzą struktury z ramienia na przedramię, z wyjątkiem nerwu łokciowego (biegnie on ku tyłowi od nadkłykcia przyśrodkowego kości ramiennej). W dolnej części przedramienia znajduje się kanał nadgarstka, przez który struktury z przedramienia przechodzą na rękę – główny wyjątek stanowi tętnica promieniowa, która przechodzi na tylnej powierzchni nadgarstka.
Jedną z funkcji jego mięśni jest supinacja i pronacja, czyli ruchy rotacyjne powodujące odwracanie i nawracanie ręki.